# NGC 3972
NGC 3972 ist eine Balken-Spiralgalaxie vom Typ SBbc im Sternbild Großer Bär am Nordsternhimmel, die schätzungsweise 42 Millionen Lichtjahre von der Milchstraße entfernt ist.
Die Galaxie wurde von dem Astronomen William Herschel am 14. April 1789 mithilfe seines 18,7 Zoll Teleskops entdeckt.
Am 26. April 2011 wurde von Zhangwei Jin (Ningbo, Zhejiang, China) und Xing Gao (Urumqi, Xinjiang, China) eine Supernova vom Typ Ia nördlich des Zentrums von NGC 3927 entdeckt.